# Altstädte von Stralsund und Wismar
Altstädte von Stralsund und Wismar (englisch: Historic Centres of Stralsund and Wismar) ist der Name eines am 27. Juni 2002 von der UNESCO in die „Liste des Welterbes“ aufgenommenen Kulturgutes in Deutschland.
Das zum Welterbe erklärte Gebiet umfasst Teile der Hansestädte Stralsund und Wismar in Mecklenburg-Vorpommern, die in ihrer Einzigartigkeit das Erbe der Hanse bewahren.

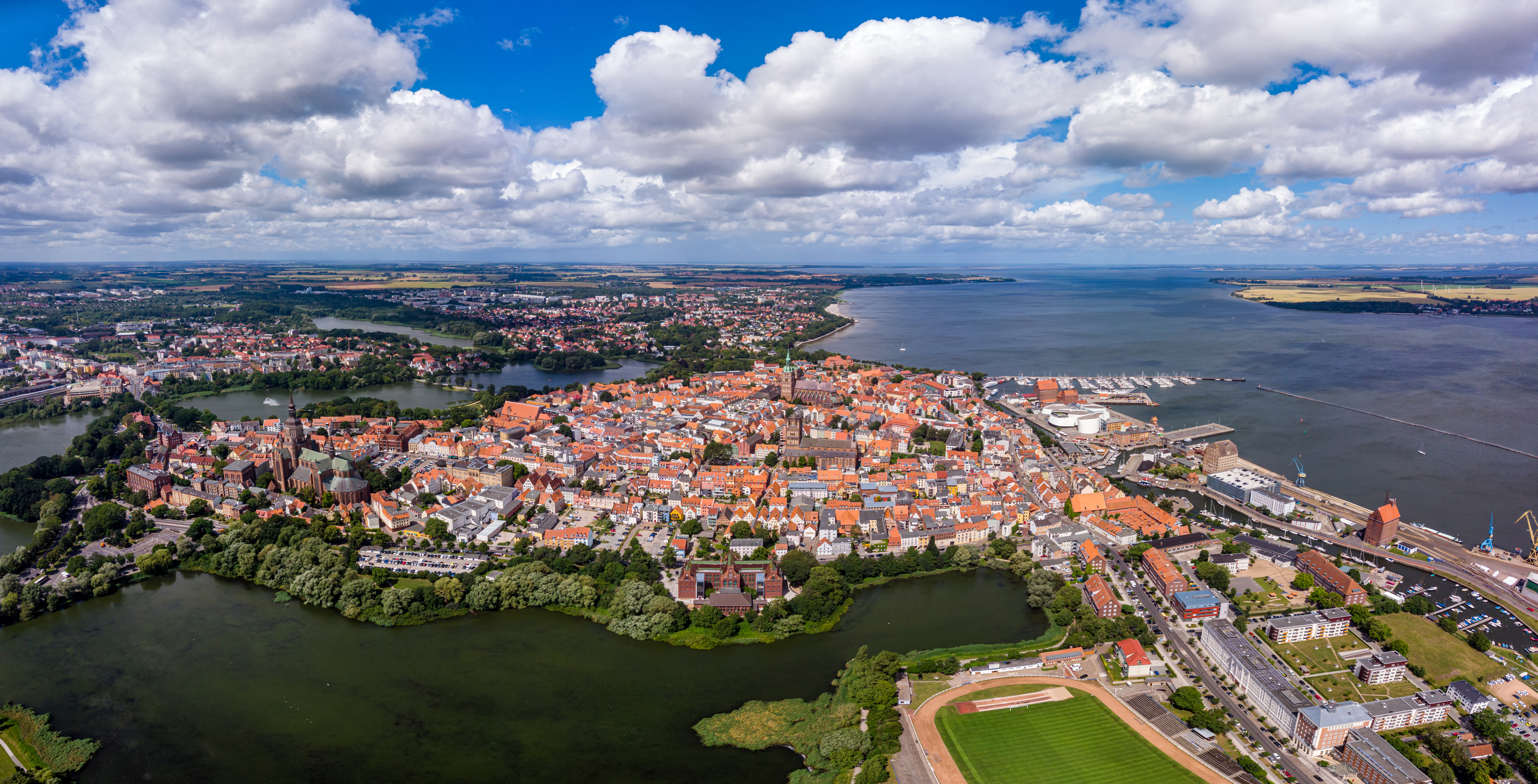
Altstadt Stralsund

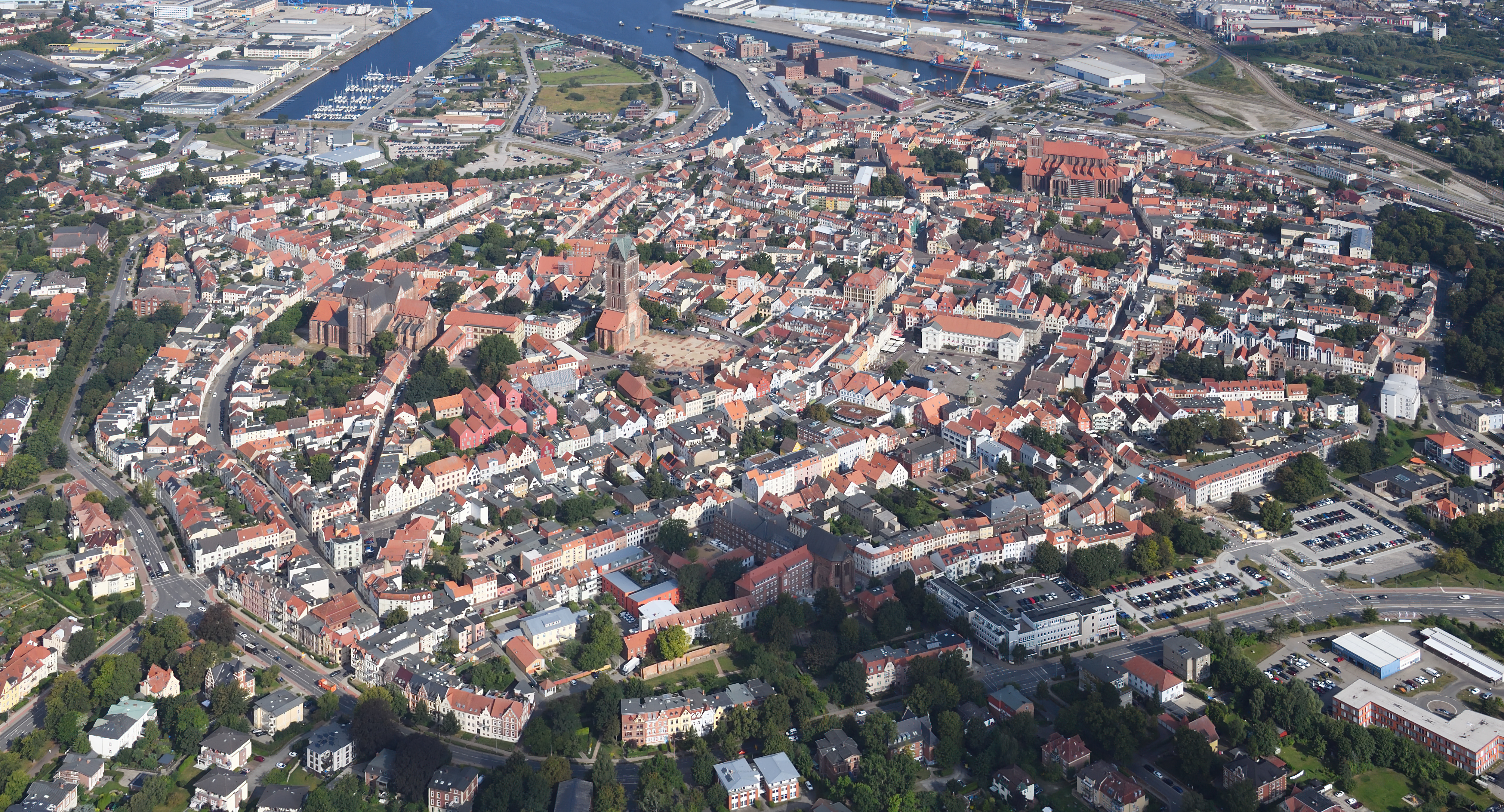
Wismar

## Geschichte des Denkmalschutzes in Stralsund und Wismar
Sowohl Stralsund als auch Wismar gehörten zum mittelalterlichen Handelsbund der Hanse. Sie erlebten im 14. Jahrhundert ihre Blütezeit. Über die Jahrhunderte blieben viele Bauten erhalten.
In beiden Städten galt über 600 Jahre das Lübecker Baurecht, das Bestandteil des lübischen Stadtrechts war. Grundgedanke war der Brandschutz; Holzbauten sollten durch solche aus Backstein abgelöst werden. Stralsund war in seinen Anfangsjahren zweimal einer Feuersbrunst zum Opfer gefallen, auch andere junge Städte mit Holzbauten waren von Stadtbränden betroffen. Das sollte sich nicht wiederholen. Neubauten durften nur auf den Grundmauern, den Brandmauern der zuvor dort befindlichen Häuser entstehen.
Das lübische Baurecht sah seit dem 13. Jahrhundert zudem vor, dass Straßen und Grundstücken durch eine Fluchtlinie ihr Verlauf bzw. ihre Begrenzung vorgegeben war. Dabei durften auch keine baulichen Neuerungen vorgenommen werden, die vom zuvor Vorhandenen grob abwichen. Noch heute sind daher in den Straßen der beiden Altstädte diese Baufluchten anzutreffen. Zumeist verliefen allerdings die Straßen aufgrund natürlicher Gegebenheiten etwas gekrümmt. Ganz besonders die „Neustadt“ Stralsunds um den Neuen Markt herum dagegen weist lange, gerade Straßen und nahezu rechtwinklige Kreuzungen auf. Die Parzellenstruktur ist besonders aus der Vogelperspektive gut zu erkennen.

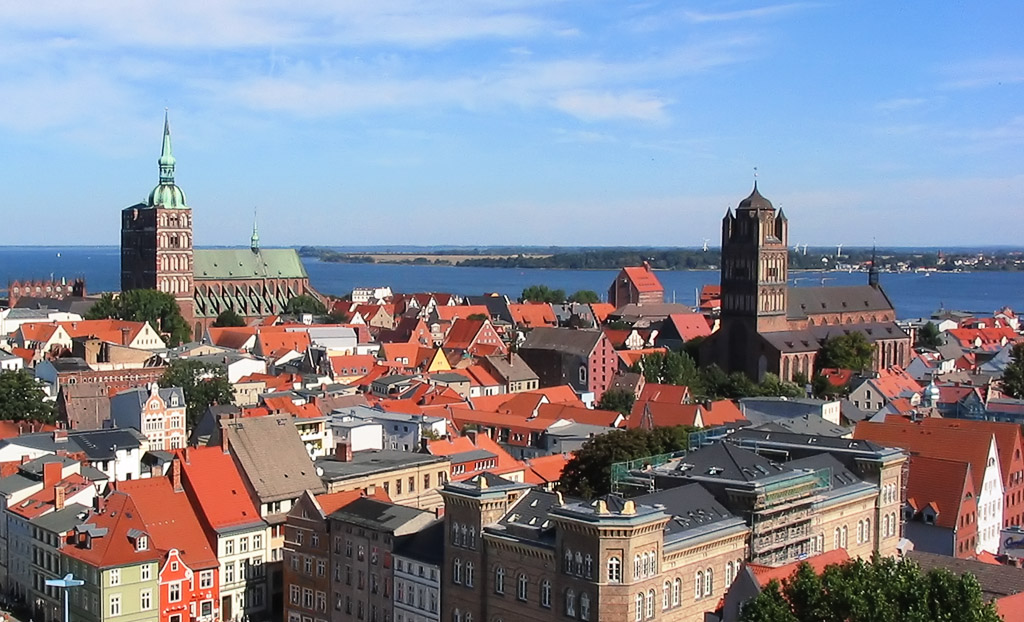
Blick von der Stralsunder Marienkirche auf die Altstadt mit Nikolaikirche und Jakobikirche

Im Zweiten Weltkrieg wurde Wismar mehrfach von Bombern angegriffen und dabei 10–15 % der Wohnbebauung in der Altstadt und die Kirchen St. Marien und St. Georgen beschädigt. In Stralsund wurden beim Bombenangriff am 6. Oktober 1944 ca. 15 % der historischen Bausubstanz zerstört. Baulücken blieben zurück.
Nach dem Zweiten Weltkrieg wurden die finanziellen Mittel für die Sanierung alter Gebäude in der Deutschen Demokratischen Republik (DDR) streng begrenzt. Private Investitionen in den Erhalt der Gebäude waren nahezu unmöglich. Nur wenig konnte daher erneuert werden. Trotz der Finanznot wurden Schäden an den Gebäuden bis Mitte der 1950er Jahre weitgehend beseitigt und einige Lückenbebauungen errichtet, wobei die Form in etwa der Tradition der Backsteingotik folgte. Die begrenzten Mittel führten jedoch zum starken Verfall der historischen Bausubstanz und zu einigen Abrissen.
Das beschädigte Semlower Tor in Stralsund wurde am 29. Juni 1960 gesprengt. In Wismar wurde in den 1950er Jahren die Georgenkirche teilweise wiederaufgebaut; 1960 allerdings das Schiff der Marienkirche gesprengt.
Dennoch wurde die Altstadt Stralsund 1962 zum Flächendenkmal erklärt und 1968 in die Bezirksdenkmalliste des Bezirkes Rostock aufgenommen. Die Altstadt Wismar wurde 1986 zum Flächendenkmal erklärt.
Seit Mitte der 1970er Jahre wurden in beiden Städten denkmalpflegerische Arbeiten begonnen. In Stralsund waren ab den 1980er Jahren vornehmlich polnische Spezialfirmen mit der Sanierung einiger Bauten beauftragt; der polnische Handwerksbetrieb Denkmalpflege (PKZ) aus Szczecin war vom polnischen Staat als Ausgleich für Staatsschulden gegenüber der DDR eingesetzt worden. Diese waren u. a. an der Sicherung und Erhaltung der Reste der Stadtmauer beteiligt.

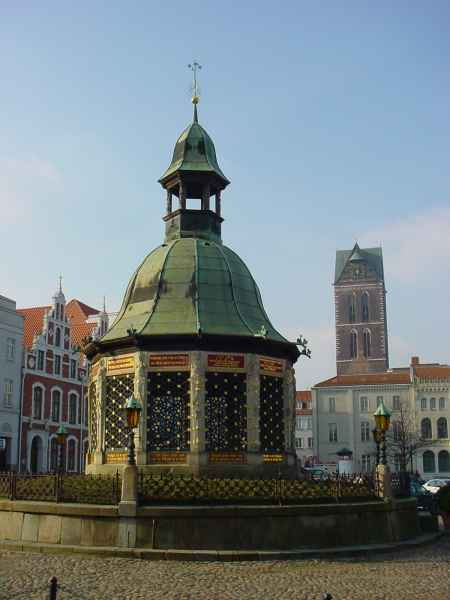
Wasserkunst in Wismar

Beispiele für Sanierungen zu DDR-Zeiten sind unter anderem:
- das Commandantenhus in Stralsund (1960er Jahre),
- das Heiligen-Geist-Hospital in Wismar (1964 bis 1978),
- das Johanniskloster Stralsund (1950er bis 1960er Jahre),
- das Schabbellhaus in Wismar (1970er Jahre) und
- die Wasserkunst Wismar.

Neben der Anerkennung Stralsunds als Flächendenkmal gab es auch schon zu DDR-Zeiten Bemühungen, die Stralsunder Altstadt in das Welterbe aufnehmen zu lassen. Der Alte Markt mit dem Rathaus und der Nikolaikirche sollten der erste Beitrag der DDR zum Welterbe werden. Aus finanziellen Gründen (die aus den sich ergebenden Verpflichtungen resultiert hätten) nahm man von diesen Plänen wieder Abstand.
Eine Studie der Bauakademie der DDR von 1989 sah für Stralsund ein Neubaugebiet in 14 von 66 Quartieren der historischen Altstadt vor. Die politische Wende 1989/1990 brachte diesen Plänen ein schnelles Ende. Am 1. Dezember 1989 wurde in der Stralsunder Bürgerschaft ein Abrissstopp für die gesamte Altstadt beschlossen.
1990 begann man in beiden Städten mit der Bestandsaufnahme und Planungen für eine umfassende Sicherung und Sanierung der Altstädte. Stralsund gehörte zu den ersten fünf Modellstädten, die vom Bund in das Modellstädteprogramm der Städtebauförderung aufgenommen wurden. Seit 1991 befinden sich Stralsund und Wismar in den Städtebauförderungsprogrammen u. a. zum Städtebaulichen Denkmalschutz des Landes Mecklenburg-Vorpommern. Von 1990 bis 2007 wurden für die Sanierung der historischen Stadtkerne Fördermittel von Bund, Land und Stadt insgesamt eingesetzt:
- für die Stralsunder Altstadtinsel mit der Frankenvorstadt in Höhe von 102,6 Mio. Euro und
- für die Altstadt von Wismar in Höhe von 73,5 Mio. Euro.

Stark engagierte sich darüber hinaus die Deutsche Stiftung Denkmalschutz unter dem später zum Ehrenbürger sowohl Stralsunds als auch Wismars ernannten Gottfried Kiesow. In Wismar wurde unter anderem die Georgenkirche zum Wiederaufbau vorgesehen und von der Stiftung stark unterstützt.
Alle Neubebauungen werden seitdem von archäologischen Untersuchungen des Baugrundes durch das Landesamt für Bodendenkmalpflege begleitet.
1994 wurde den Städten Stralsund und Wismar beim Bundeswettbewerb zur Stadtsanierung eine Silber- und Goldplakette verliehen.

## Angaben zum Standort

Die von Wasser umschlossene Altstadtinsel von Stralsund gehört zum UNESCO-Weltkulturerbe.

Der Name des Denkmals, das sich im Land Mecklenburg-Vorpommern in der Bundesrepublik Deutschland befindet, lautet „Altstädte von Stralsund und Wismar“. Stralsund und Wismar liegen direkt an der Ostseeküste. Die Koordinaten lauten 54° 18′ nördliche Breite und 13° 5′ östliche Länge für Stralsund und 53° 53′ nördliche Breite und 11° 28′ östliche Länge für Wismar.
Das Nominierungsgebiet umfasst 168 Hektar (ha), davon 80 ha in Stralsund und 88 ha in Wismar, die Pufferzone umfasst 448 ha, davon 340 ha in Stralsund und 108 ha in Wismar.
Beide Städte wurden im 13. Jahrhundert gegründet (Stralsund im Jahr 1234 und Wismar im Jahr 1229) und haben ihre Grundrissstruktur nahezu unverändert bewahrt. Damit zeigen sie die typische Anlage von Seehandelsstädten nach Lübischem Recht. Die erhaltene Bausubstanz zeugt von der großen politischen und wirtschaftlichen Bedeutung und dem Reichtum der beiden Städte im Mittelalter.
Der Antrag beruht darauf, dass sich beide Städte in ihrer Bedeutung ergänzen. Die Insellage Stralsunds, das neben Lübeck lange Zeit die bedeutendste Stadt im Ostseeraum war, betont den mittelalterlich geprägten Stadtkörper besonders. Wismar wiederum bildet durch die nahezu geschlossene Straßenrandbebauung die einzige in dieser Größe und Geschlossenheit erhaltene Hansestadt im Ostseeraum.
Besonders die Anlage der beiden Städte an reine Seehäfen stellt eine Besonderheit dar, wobei Wismars Hafenbecken weitgehend bewahrt wurde; die Anlage der Hafeninseln in Stralsund im 19. Jahrhundert unterbrach jedoch nie die Verbindung von Hafen und Stadt und die Öffnung der Stadtanlage zur See hin.

### Gebiet des UNESCO-Weltkulturerbes
Innerhalb der festgelegten Gebiete befinden sich zahlreiche Einzeldenkmale, die allerdings nicht als Einzeldenkmale, sondern als Bestandteil der historischen Altstädte zum Weltkulturerbe auserwählt worden sind. Einzelne Baudenkmale wie auch Ensembles in beiden Städten sind kulturhistorisch äußerst bedeutsam und werden im Folgenden exemplarisch aufgeführt.

#### Stralsund

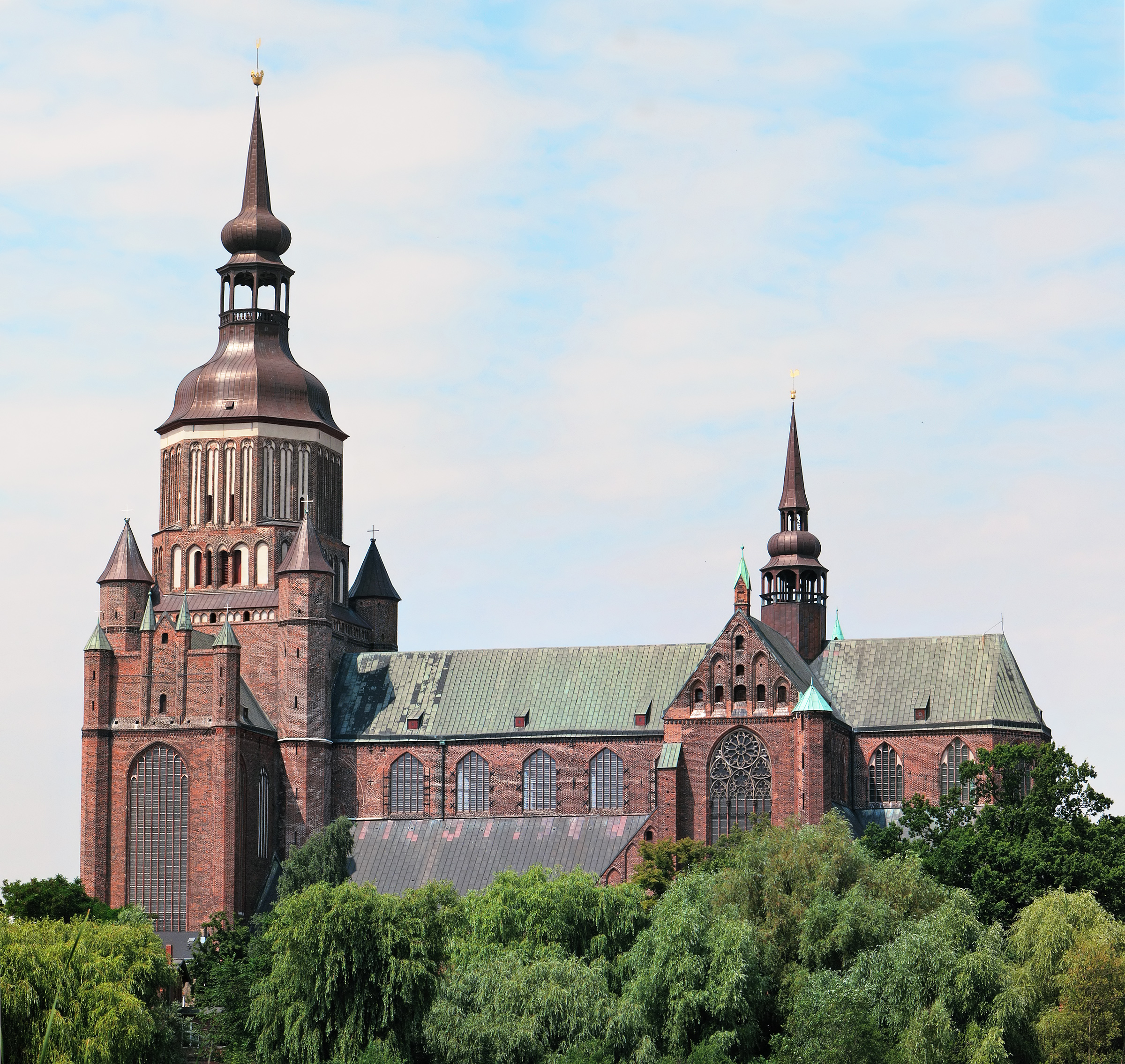
Die Stralsunder Marienkirche

Das Nominierungsgebiet in Stralsund umfasst das durch die künstlich angelegten Teiche, den Strelasund und die im 19. Jahrhundert angelegte Hafeninsel begrenzte Gebiet der Altstadtinsel, eine Fläche von 80 Hektar. Es gehört zum Stadtgebiet Altstadt.
Innerhalb dieses Gebiets befinden sich u. a. folgende Einzeldenkmale:
| - 872 Vorderhäuser, davon 185 Giebelhäuser; 500 Gebäude sind Einzeldenkmale - Alter Markt mit - Artushof, - Commandantenhus, - Ratsapotheke und - Wulflamhaus - Dielenhaus - Heilgeisthospital mit Heilgeistkirche - Jakobikirche - Johanniskloster (Franziskanerkloster) - Kampischer Hof - Katharinenkloster (Dominikanerkloster) | - Kütertor - Kniepertor - Landständehaus - Marienkirche - Scheelehaus - Neuer Markt - Nikolaikirche und dazugehörige Lateinschule - Proviantmagazin von 1717 - Rathaus Stralsund mit Schaufassade - Scharfrichterhaus - Speicher am Fährwall - Stadtwaage |

#### Wismar

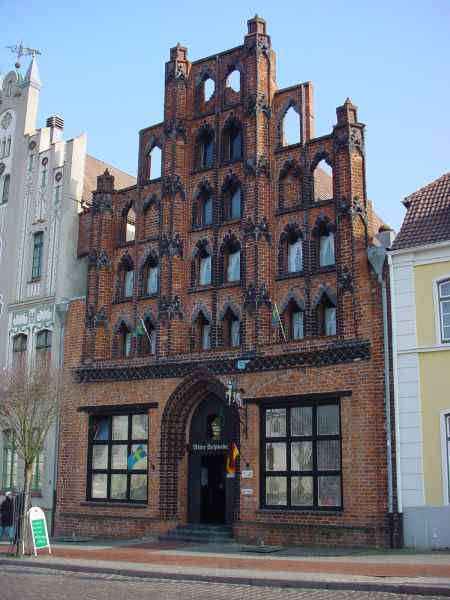
Alter Schwede in Wismar

Das Nominierungsgebiet in Wismar bildet die beinahe kreisförmige Altstadt mitsamt dem im 13. Jahrhundert ausgebauten Wasserarm „Grube“ und dem Hafen. Die Eisenbahnstrecke im Norden, die Bundesstraße 105 im Osten und ein kleinteilig bebautes Gebiet im Südwesten begrenzen das 88 Hektar große Gebiet.
Innerhalb dieses Gebiets befinden sich u. a. folgende Einzeldenkmale:
| - 1.754 Vorderhäuser, davon 194 Giebelhäuser - Marktplatz mit Wasserkunst, Rathaus und Bürgerhaus Alter Schwede - Nikolaikirche - Georgenkirche - Marienkirchenruine - Hospital zum Heiligen Geist mit Spitalkirche - Reste des Dominikanerklosters - Reste des Franziskanerklosters | - Archidiakonat im Gotischen Viertel - Fürstenhof - Schabbellhaus - Wassertor - Hopfenmarkt - Altes Zeughaus Wismar - Ziegenmarkt - Alter Wasserturm |

#### Pufferzonen
Die Pufferzone in Stralsund umfasst 340 Hektar. Sie umschließt das Gebiet um die Stadtteiche und den Stadtwald. Die Pufferzone in Wismar umfasst 108 Hektar und bildet einen Streifen um das Nominierungsgebiet.

### Vergleich mit anderen Hansestädten
Zum Welterbe gehören aus dem Bereich der Hanse die Städte Bergen, Bremen, Krakau, Lübeck, Nowgorod, Riga, Tallinn, Thorn, Wilna (lit.: Vilnius) und Wisby. Stralsund und Wismar gehörten neben Lübeck, Hamburg, Kiel, Lüneburg, Rostock und Greifswald zum sogenannten Wendischen Quartier der Hanse. Sie unterscheiden sich von den bereits vorher aufgenommenen Hansestädten des Wendischen Quartiers und der anderen Quartiere jedoch grundsätzlich, sodass die Aufnahme das Gesamtbild der Hansestädte ergänzt und vervollständigt.
So sind die Altstädte Stralsunds und Wismars in einem besseren Erhaltungszustand als die Lübecks, das im Zweiten Weltkrieg stärkere Schäden erlitten hat und daher auch nur in Teilbereichen in die Welterbeliste aufgenommen worden ist. Zwar waren auch Stralsund (beim Angriff am 6. Oktober 1944) und Wismar beschädigt worden, aber nicht so stark wie Lübeck. Zudem kam es in den beiden ostdeutschen Städten nach dem Krieg nicht zu derartigen Neubebauungen mit teilweiser Zerstörung der Originalsubstanz wie in der Stadt an der Trave. Außerdem verkörpern die ostdeutschen Städte eine andere Epoche: Während Lübeck für die typische Seehandelsstadt des 13. Jahrhunderts repräsentativ ist, stehen Stralsund und Wismar für die des 14. Jahrhunderts.
Im norwegischen Bergen ist nicht der Stadtkern, sondern das Quartier Bryggen zum Welterbe ernannt. Das Stadtbild Krakaus unterscheidet sich schon hinsichtlich des Vorhandenseins von barocken Kirchen von denen Stralsunds und Wismars, auch ist Krakau kein Vertreter der Seehandelsstädte. Ebenso unterscheidet sich der Grundriss von dem Stralsunds und Wismars wegen seiner Zweiteilung. Nowgorods Bedeutung hingegen liegt nicht in der Gesamtanlage der Stadt, sondern in einzelnen Denkmälern. Rigas Bedeutung schließlich bezieht sich ebenfalls nicht auf den im Zweiten Weltkrieg stark beschädigten Stadtkern, sondern auf die Jugendstilbauten und Holzhäuser aus dem 19. Jahrhundert. Reval (estnisch: Tallinn) wurde überwiegend aus Kalkstein errichtet, sein gut erhaltener Stadtkern besitzt einen zweigeteilten Grundriss. Das polnische Thorn ist ebenfalls eine Doppelstadt, was es von Stralsund und Wismar grundlegend unterscheidet. Vilnius wiederum hatte seine Blütezeit erst im 15. Jahrhundert und ist vor allem wegen seiner zahlreichen Baustile in die Liste aufgenommen worden. Das gotländische Wisby hatte seine herausragende Bedeutung für das Welterbe bereits vor Stralsund und Wismar, nämlich im 12. und 13. Jahrhundert. Auch ist in Wisby hauptsächlich mit Kalkstein und nicht mit Backstein gebaut worden.

### Erfüllung von Kriterien

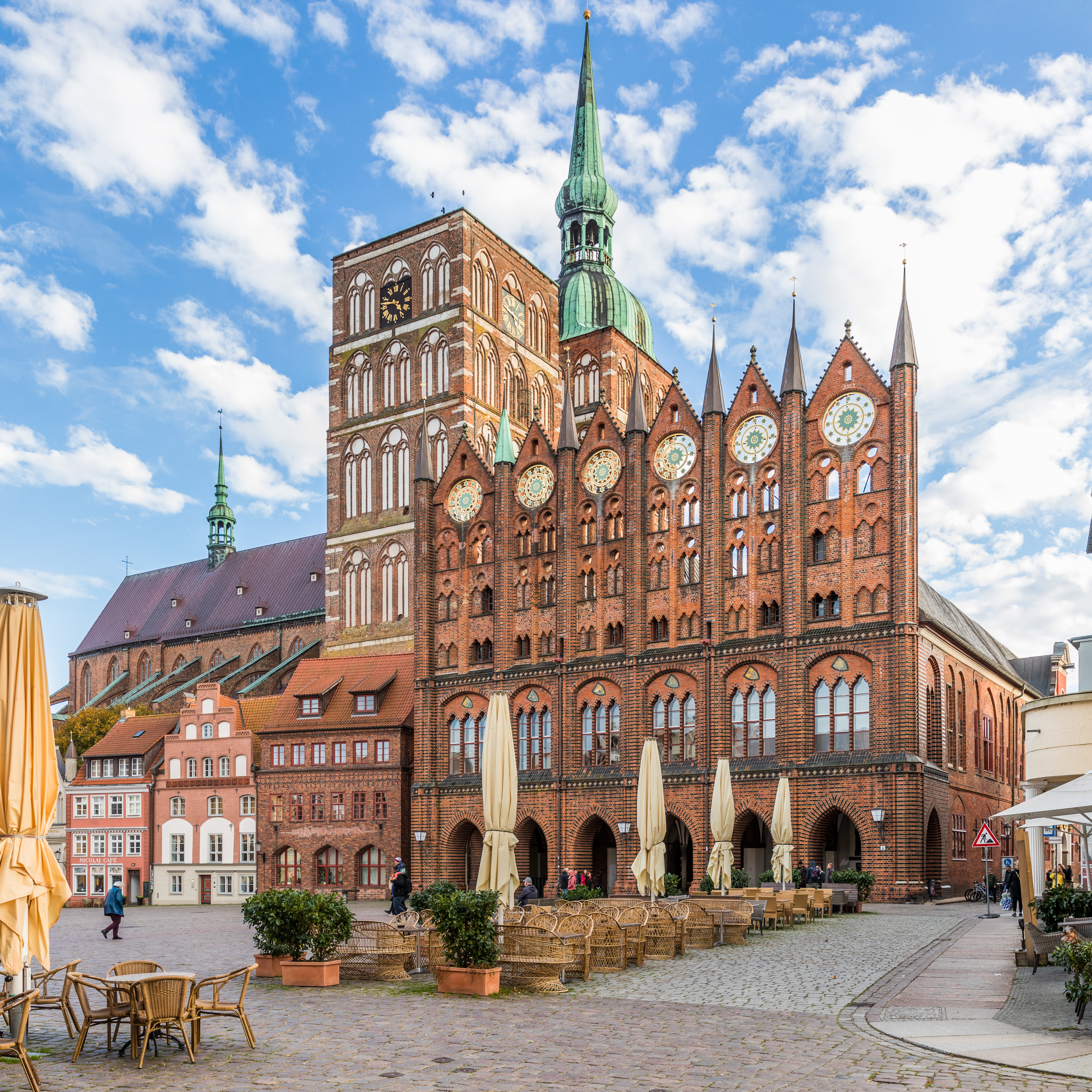
Nikolaikirche und Rathaus in Stralsund

Die historischen Altstädte von Stralsund und Wismar erfüllen die Kriterien II und IV der „operational guidelines“ der UNESCO.
Kriterium II verlangt über einen bedeutenden Zeitraum den Austausch in den Bereichen Architektur, Stadtplanung und Kunst. Beide Städte hatten einen bedeutenden Einfluss auf den Austausch innerhalb Europas, sei es auf kulturellem, technischem, weltanschaulichem oder auch architektonischem Niveau. Sechs gotische Kathedralen aus Backstein belegen die berühmte wendische Sakralarchitektur und repräsentieren die typische Verschmelzung italienischer Backsteinbaukunst mit dem Kathedralenbau Nordfrankreichs, der bald typisch für die Ostseeküste werden sollte. Die Stralsunder Nikolaikirche war Vorbild für die St.-Petri-Kirche in Malmö, die Petrikirche in Riga und die Frauenkirche in Kopenhagen; zudem stand sie während der Bauzeit in einer ständigen Wechselwirkung mit der Lübecker Marienkirche. Das Rathaus Stralsund als einer der bedeutendsten Profanbauten der Backsteingotik war Vorbild für zahlreiche Bauten im Ostseeraum, die Schaufassade war Vorbild für die des Lübecker Rathauses. Der auch bauliche Aufschwung in Stralsund nach dem Friede von Stralsund 1370 machte die „Sundische Gotik“, die sich ab 1330 herausgebildet hatte, im gesamten Ostseeraum bekannt.
Die langjährige Zugehörigkeit zu Schweden im 17. und 18. Jahrhundert brachte den Städten eine neuerliche politische Bedeutung und enge Beziehungen zum Mutterland.
Kriterium IV verlangt herausragende Beispiele typischer architektonischer Ensemble, die einen bedeutenden Abschnitt der Menschheitsgeschichte aufzeigen. Sowohl in Stralsund als auch in Wismar ist der historische Stadtgrundriss nahezu unverändert erhalten. Die Parzellengliederung und die Backsteinbauten sind die geforderten Beispiele für Seehandelsstädte in der Blütezeit der Hanse. Beide Städte bewahrten den Charakter der „Steinernen Stadt“, da sie stets nach Lübischem Baurecht bauten.

### Authentizität

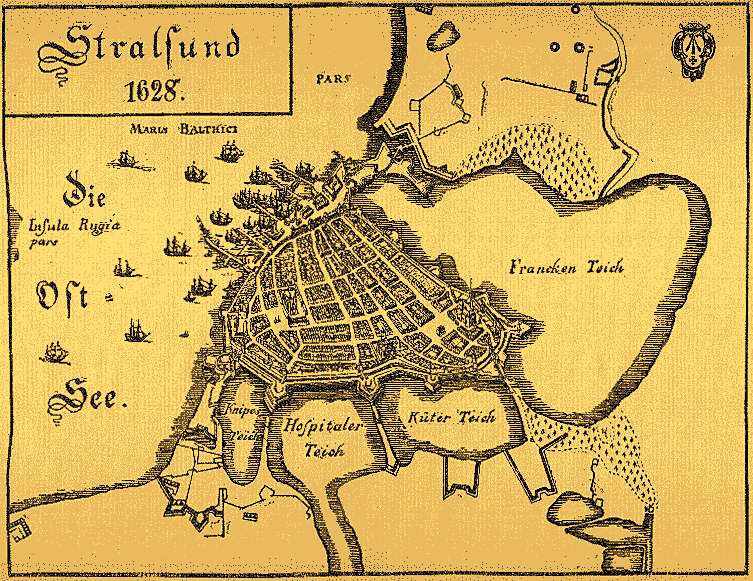
Stralsunder Stadtplan von 1628

In beiden Städten sind der Stadtgrundriss mit dem Straßenbild und der Parzellierung der Bebauung, in Wismar zudem das Hafenbecken noch weitgehend authentisch erhalten. Beide Städte weisen eine organische Homogenität auch im Vorhandensein von Bauten aus verschiedenen Epochen auf; nie wurde versucht, das Stadtbild wieder dem der Hansezeit anzupassen. Dass während der DDR-Zeit in beiden Städten finanzielle Mittel vor allem in den Bau neuer Wohnungen in Randgebieten und weniger in den Erhalt der historischen Substanz gesteckt wurden, brachte zumindest den Vorteil, dass die originale Bausubstanz erhalten geblieben ist und nicht wie in vielen westdeutschen Städten Neubauten weichen musste. Seit der politischen Wende 1989/1990 wurde auch in Stralsund und Wismar zunehmend saniert, dabei wird streng auf die Denkmalpflege geachtet.
Die Umgebung von Stralsund und Wismar ist ebenfalls weitgehend authentisch geblieben. Natürlich hat sich an der Lage an der Ostsee nichts geändert; die dadurch gegebenen natürlichen Grenzen und die aus Verteidigungsgründen auferlegten Grenzen der ehemaligen Festungsstädte, die u. a. durch die Anlage von Teichen gebildet wurden, sind noch heute deutlich zu erkennen. Die Stralsunder Teiche sind bis heute erhalten geblieben; in Wismar ist in der Wallstraße noch immer die einstige Stadtgrenze zu erkennen.
Somit ist auch in beiden Städten die historische Altstadt noch heute die „Innenstadt“, der Stadtkern als solcher deutlich zu erkennen.

## Antragstellung
Unabhängig voneinander wurden Mitte der 1990er Jahre mit Unterstützung der Deutschen Stiftung Denkmalschutz Pläne für eine Aufnahme in das Welterbe in Stralsund und in Wismar gehegt. Nachdem beide Anträge bei der Kultusministerkonferenz vorlagen wurde dort entschieden, diese zu bündeln. Damit standen die beiden historischen Altstädte im Oktober 1998 zusammen auf dem siebten Platz der deutschen Vorschlagsliste. Gemeinsam wurde daraufhin der Welterbeantrag erarbeitet.
Der Antrag auf Aufnahme der historischen Altstädte Stralsund und Wismar in die UNESCO-Welterbeliste wurde im Dezember 2000 in englischer Sprache beim Welterbekomitee in Paris eingereicht. Die Abgabe erfolgte zu diesem Zeitpunkt, um die strengeren Kriterien der UNESCO, die ab Januar 2001 gelten sollten und bei der Aufnahme stärker auf eine paritätische Verteilung weltweit gerichtet waren, zu umgehen.

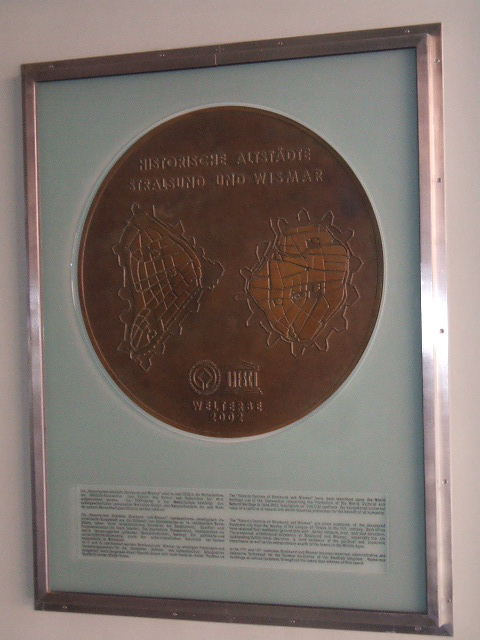
Welterbeplakette im Stralsunder Rathaus

## Entscheidung
Auf seiner Sitzung am 27. Juni 2002 im ungarischen Budapest entschied das Welterbekomitee, die historischen Altstädte Stralsund und Wismar in die Liste des UNESCO-Welterbes aufzunehmen.
Am 24. Mai 2003 übergab der Präsident des Welterbekomitees, Tamás Fejérdy, in der Wismarer Georgenkirche die Urkunde an Rosemarie Wilcken, die Oberbürgermeisterin Wismars. Am 25. Mai 2003 folgte die entsprechende Zeremonie in der Stralsunder Marienkirche, wo Stralsunds Oberbürgermeister Harald Lastovka die Urkunde entgegennahm.
Eine bronzene Plakette, die im Buttergang des Stralsunder Rathauses hängt, zeugt heute von dieser bedeutenden Aufnahme, die zugleich Verpflichtung ist.

## Verpflichtungen
Um als Bestandteil des Welterbes der Menschheit auch zum Erhalt und Schutz von anderen Kultur- und Naturgütern beizutragen, gründeten Stralsund und Wismar im April 2001 die Deutsche Stiftung Welterbe. Die Stiftung engagiert sich derzeit u. a. in den Urwäldern von Komi (Russland), den Grotten von Dimba und Ngovo (Kongo) und in Viscri (Rumänien).

## Öffentlichkeitsarbeit
Die Städte Stralsund und Wismar geben zusammen ein „UNESCO-Brief“ genanntes Informationsblatt heraus. In Stralsund wird seit Januar 2005 das Magazin Welt-Kultur-Erbe publiziert. Ausstellungen zur Backsteingotik oder zu Sanierungsmaßnahmen und Präsentationen auf touristischen Messen sollen einem breiten Publikum den Gedanken des Welterbes nahebringen und natürlich auch auf das Reiseziel aufmerksam machen.
Alljährlich werden zum „Tag des offenen Denkmals“ themenbezogene Führungen und Veranstaltungen durchgeführt. In Stralsund wird zudem seit 2004 die „Lange Nacht des offenen Denkmals“ veranstaltet.

## Freunde und Förderer
- Deutsche Stiftung Welterbe mit Sitz in Wismar
- Deutsche Stiftung Denkmalschutz mit Sitz in Bonn
- Mecklenburger AnStiftung als operativer Unterstützer mit Sitz in Wismar

Stralsund
- Bürgerkomitee „Rettet die Altstadt Stralsund e. V.“ (gegründet am 24. Oktober 1991) – publiziert regelmäßig das Informationsmagazin „Giebel & Traufen“ und vergibt jährlich das „Koggensiegel“ für besonders qualitätvolle Sanierungen und Neubauten in der Stralsunder Altstadt
- Altstadtmanagement Stralsund e. V.
- Stadtmarketing Stralsund e. V.
- Altstadtmarketing Stralsund
- Herbert-Ewe-Stiftung
- Ostdeutsche Sparkassenstiftung und Stiftung der Sparkasse Vorpommern
- Stiftung Kulturkirche St. Jakobi Stralsund

Wismar
- Bürgerstiftung Wismar, erste Bürgerstiftung in Ostdeutschland (1998 gegründet)
- Altstadtverein Wismar
- Bürgerinitiative Altstadt Wismar
- Bürgerstiftung der Volks- und Raiffeisenbank eG Wismar
- Vereinigte Stiftungen Wismar
- Anne-Zangemeister-Stiftung zum Erhalt des Stadtmuseums Schabbelhaus
- Förderkreis & Orgelstiftung St. Georgen zu Wismar